# Огроднички
Огродни́чки (пол. Ogrodniczki) — деревня в Белостокском повете Подляского воеводства Польши. Входит в состав гмины Супрасль. По данным переписи 2011 года, в деревне проживало 694 человека.

## География
Деревня расположена на северо-востоке Польши, к югу от реки Супрасль, на расстоянии приблизительно 10 километров (по прямой) к северо-востоку от города Белостока, административного центра повета. Абсолютная высота — 131 метр над уровнем моря. Через Огроднички проходит автодорога 676.

## История
В конце XVIII века Огроднички входили в состав Гродненского повета Трокского воеводства Великого княжества Литовского.

Согласно «Указателю населенным местностям Гродненской губернии, с относящимися к ним необходимыми сведениями», в 1905 году в деревне Огородники-Супрасльские проживало 217 человек. В административном отношении деревня входила в состав Дойлидской волости Белостокского уезда (2-го стана).
В период с 1975 по 1998 годы деревня являлась частью Белостокского воеводства.